# T-80 (czołg lekki)
T-80 – czołg lekki produkcji radzieckiej z okresu II wojny światowej, następca czołgu T-70. Był ostatnim radzieckim czołgiem lekkim produkowanym seryjnie podczas wojny.

## Historia
W 1942 na uzbrojenie RKKA wszedł czołg lekki T-70. Do 1943 roku wyprodukowano ponad 8000 egzemplarzy tych czołgów, ale nie był on konstrukcją w pełni udaną. Za jego największą wadę uznano małą, jednoosobową wieżę. Zajmujący w niej miejsce członek załogi pełnił jednocześnie funkcje celowniczego, ładowniczego armaty i dowódcy czołgu, a w wozach wyposażonych w radiostację także radiotelegrafisty. Szybko okazało się, że jedna osoba nie jest w stanie wykonywać jednocześnie tylu zadań i dlatego postanowiono skonstruować nowy czołg lekki wyposażony w większą, dwuosobową wieżę. 
Prace nad prototypami nowego czołgu prowadzono w zakładach GAZ, gdzie otrzymał on wewnętrzne fabryczne oznaczenie model 80 oraz produkt 080. Na początku października 1942 powstały w zakładach GAZ dwa prototypy. Ich konstrukcja bazowała na doświadczeniach zdobytych w czasie prób z czołgiem T-70 z dwuosobową wieżą, które przeprowadzono od września do października 1942. Wieża pierwszego prototypu wykorzystywała jarzmo armaty i właz przejęty z T-70. Drugi prototyp posiadał docelową wieżę. Miała ona silniej nachyloną przednią płytę pancerza i nowe jarzmo armaty, dzięki czemu maksymalny kąt wychylenia armaty był równy 65°, możliwe było więc ostrzeliwanie celów znajdujących się na piętrach budynków. Planowano także użycie uzbrojenia czołgu jako broni przeciwlotniczej, ale niewielka szybkostrzelność armaty stawia pod znakiem zapytania jej skuteczność w takiej roli. Aby ułatwić ładowanie działa przy maksymalnych kątach podniesienia, wieżę osadzono na pierścieniach pośrednich. 
W grudniu 1942 czołg został przyjęty na uzbrojenie RKKA.
W latach 70. identyczne oznaczenie T-80 otrzymał sowiecki czołg podstawowy.

## Modyfikacje
- T-80-43 – czołg uzbrojony w 45 mm armatę WT-43 opracowaną w więziennym biurze konstrukcyjnym w Permie skonstruowaną specjalnie dla T-80. WT-43 powstała w oparciu o armatę czołgową WT-42, z którą prowadzono próby na czołgu T-70. Bazowała ona na armacie przeciwpancernej M-42, która dzięki większej niż w armacie 20Km długości lufy[c] miała mieć większą możliwość zwalczania broni pancernej[6][8]. Armata WT-43 dzięki dużym kątom podniesienia miała umożliwiać prowadzenie ognia w czasie walk ulicznych do celów położonych na górnych piętrach domów lub do samolotów[9]. W sierpniu 1943 tak uzbrojone czołgi przechodziły próby na Swierdłowskim Poligonie Artyleryjskim. Rekomendowano przyjęcie czołgów z armatą WT-43 do uzbrojenia, jednak w związku z decyzją o wstrzymaniu produkcji T-80 dalsze prace wstrzymano[8].
- T-80 z silnikiem GMC – projekt czołgu z silnikiem GMC opracowany w lipcu - sierpniu 1943. Projekt zakładał wykorzystanie amerykańskich silników wysokoprężnych dostarczanych w ramach Lend-Lease. Silniki posiadały moc 210 KM, co pozwoliłoby na wzmocnienie opancerzenia i uzbrojenia[8].

## Produkcja
Produkcję czołgów T-80 planowano uruchomić w zakładach Nr 592. 27 grudnia 1942 decyzją GKO (Państwowego Komitetu Obrony) zakłady te przemianowano na Zakłady Nr 40 w Mytiszczach pod Moskwą i przyjęto następujący harmonogram produkcji na rok 1943. 
| Miesiąc  | Planowana produkcja | Rzeczywista produkcja |
| -------- | ------------------- | --------------------- |
| kwiecień | 25                  | 5                     |
| maj      | 50                  | 7                     |
| czerwiec | 100                 | -                     |
| lipiec   | 150                 | 25                    |
| sierpień | -                   | 40                    |
| Razem    | 325                 | 77                    |

Tak niskie tempo produkcji było z jednej strony spowodowane problemami z produkcją układów napędowych GAZ-80, z drugiej uwagami napływającymi z jednostek wojskowych. Okazało się, że napęd czołgu sprawia sporo kłopotów obsługom, układ jezdny czołgu jest przeciążony i szybko się zużywa, a uzbrojenie jest już zdecydowanie zbyt słabe. 21 sierpnia 1943 dekretem Państwowego Komitetu Obrony ZSRR nakazano Zakładom Nr 40 przerwać produkcję i wszelkie prace nad czołgami lekkimi oraz podjąć produkcję dział samobieżnych SU-76M. Ostatecznie produkcję zakończono po wyprodukowaniu 77 czołgów oraz 2 prototypów.

## Opis konstrukcji
Czołg T-80 bazował na konstrukcji T-70. Podwozie czołgu pozostało niezmienione podobnie, jak kadłub. Nieznaczenie wzmocnione zostało opancerzenie czołgu spawane z elementów odlewanych i płyt walcowanych o grubości: przód 35–45 mm, tył 15–25 mm, góra 15–20 mm, dno 10–15 mm. Przekonstruowaniu uległa górna płyta, która musiała zmieścić łożysko wieży o większej średnicy.
- Kadłub i wieża

Pancerz wieży składał się z połączonych spawaniem elementów odlewanych i walcowanych o grubości: przód 35–45 mm, boki i tył 35 mm, góra 10 mm. Do stropu wieży przymocowano okrągłą wieżyczkę dowódcy z peryskopem  Mk 4. Jej strop tworzyła pokrywa włazu dowódcy. Celowniczy działa otrzymał własny prostokątny właz. Wieża była osadzona na pierścieniach pośrednich, co miało ułatwić ładowanie armaty podczas strzelania pod dużymi kątami. Napęd wieży był ręczny.
- Napęd

Czołg był napędzany zespołem silnikowym GAZ-80, który składał się z dwóch silników gaźnikowych, 6-cylindrowych o mocy 85 KM każdy przy 3600 obr./min i pojemności skokowej 3485 cm³ o łącznej mocy 170 KM. Skrzynia biegów była mechaniczna i zapewniała 4 biegi do przodu i 1 bieg wsteczny.
- Załoga

Załoga czołgu składała się z 3 osób. Z przodu kadłuba miejsce zajmował mechanik-kierowca, który dysponował włazem umieszczonym w czołowej płycie kadłuba wyposażonym w peryskop obrotowy Mk 4. Dwóch pozostałych członków załogi zajmowało miejsce w wieży. Jeden z nich pełnił funkcje dowódcy, ładowniczego działa i radiotelegrafisty, drugi celowniczego.
- Uzbrojenie i wyposażenie

Całe uzbrojenie było umieszczone w wieży czołgu. Składało się z armaty czołgowej wz. 1938 20 Km kalibru 45 mm sprzężonej z karabinem maszynowym wz. 1929 DT. Zapas amunicji do armaty wynosił 94 naboje, a do karabinu 1008 nabojów.
Czołg posiadał celownik teleskopowy TMF, celownik kolimatorowy K-8T oraz 3 peryskopy Mk 4. Łączność zapewniała radiostacja krótkofalowa 12-RT i telefon wewnętrzny TPU-3.

## Służba
Wyprodukowane T-80 trafiły głównie do ośrodków szkoleniowych. Tylko część trafiła do oddziałów liniowych wyposażonych wcześniej w czołgi T-70. Brak szczegółowych danych na temat ich bojowego wykorzystania. W lutym 1945 dwa czołgi T-80 były na wyposażeniu 5 Brygady Pancernej Gwardii. Pojedyncze wozy znalazły się jako wozy dowódcze w niektórych brygadach dział samobieżnych. 

## Zachowane egzemplarze
Do dzisiaj przetrwał tylko jeden czołg T-80 wystawiany w Muzeum Czołgów w Kubince.